# Hu Jia
Hu Jia (en chino simplificado, 胡佳; pinyin, Hú Jiā; * 25 de julio de 1973 en Pekín, China), activista chino de los derechos humanos y disidente.  

## Biografía
Estudió informática en Pekín. Fue detenido el 27 de diciembre de 2007, junto con su esposa Zeng Jinyan. Ambas detenciones —según informaciones de Amnistía Internacional— formaban parte de la campaña de represión que el Gobierno chino llevaba a cabo contra defensores de derechos humanos antes de los Juegos Olímpicos del 2008. En el momento de su detención, Hu Jia estaba gravemente enfermo de hepatitis.
Según destaca el Parlamento Europeo, "Hu Jia y su esposa, Zeng Jinyan, han puesto de manifiesto las violaciones de los derechos humanos que se han cometido en China en los últimos años y han pasado muchos períodos bajo arresto domiciliario".
El 3 de abril de 2008 fue sentenciado a tres años y medio de prisión. La sentencia añadió más tensión internacional tras los disturbios creados por las protestas pro-independencia del Tíbet. El tribunal presentó como pruebas "la publicación de artículos dentro y fuera de China y aceptar entrevistas con la prensa extranjera".
En 2006, Time Magazine consideró a Zeng Jinyan una de los mil "héroes y pioneros" del mundo. En 2007, el matrimonio recibió el premio especial "China" de Reporteros sin Fronteras.
La esposa de Hu Jia desapareció antes del inicio de los Juegos Olímpicos de Pekín 2008.
El 23 de octubre de 2008, el Parlamento Europeo le condecoró con el prestigioso Premio Sajarov de los derechos humanos. 
Fue considerado como un posible aspirante al Premio Nobel de la Paz hasta que el galardón fue otorgado el año pasado a Liu Xiaobo, otro disidente encarcelado por el régimen chino.
Fue liberado en junio de 2011 y ha permanecido en China para persistir desde dentro en sus atrevidas críticas, denunciando la continua represión contra los activistas ejercida por el régimen del presidente Xi Jinping, lo que Hu Jia considera un signo de nerviosismo de un régimen que persigue mantenerse en el poder ante una marea creciente de apoyo a la democracia.
Actualmente el Gobierno chino aún somete a Hu Jia a una estricta vigilancia. En los períodos políticamente sensibles, se le obliga a «pasar unas vacaciones» fuera de Pekín para evitar cualquier intervención suya ante los medios.